# Galaxy Science Fiction Novels
Galaxy Science Fiction Novels fue una colección de novelas estadounidenses de ciencia ficción, en su mayoría reediciones, que se publicó entre 1950 y 1961.
La colección fue creada en 1950 por Horace L. Gold, editor de Galaxy Science Fiction, como complemento de la revista. En cada número se publicaba una novela (a menudo abreviada) impresa en formato digest, lo que hacía que los libros de la colección parecieran las revistas de ese tipo que se publicaban en la época.
En 1959, después de 35 números publicados, la colección fue vendida a Beacon Books, que cambió el formato a rústica para el mercado de masas («bolsilibros») e introdujo su propio esquema de numeración, continuando la serie durante otros 11 números. También hicieron que se revisaran los contenidos de algunos libros para añadirles un discreto contenido sexual, adaptando los títulos y las portadas en consonancia al nuevo enfoque.

## Detalles editoriales
La editorial responsable de la colección fue World Editions, Inc. para los números 1 a 7 y Galaxy Publishing Corp. para los números 8 a 46. Ambas tenían su sede en la ciudad de Nueva York. Los números del 1 al 23, 32, 33 y luego del 35 al 46 se publicaron como Galaxy Science Fiction Novel, mientras que los números del 24 al 31 y el 34 se publicaron como Galaxy Novel.

## Volúmenes publicados
| N.º | Año  | Autor                                                       | Título y año                    | Notas |
| --- | ---- | ----------------------------------------------------------- | ------------------------------- | --- |
| 1   | 1950 | Eric Frank Russell                                          | Sinister Barrier (1943)         | |
| 2   | 1950 | Jack Williamson                                             | The Legion of Space (1947)      | |
| 3   | 1951 | Arthur C. Clarke                                            | Prelude to Space (1951)         | |
| 4   | 1951 | S. Fowler Wright                                            | The Amphibians (1925)           | |
| 5   | 1951 | S. Fowler Wright                                            | The World Below (1949)          | |
| 6   | 1951 | Raymond F. Jones                                            | The Alien (1951)                | |
| 7   | 1951 | Clifford D. Simak                                           | Empire (1951)                   | |
| 8   | 1952 | Olaf Stapledon                                              | Odd John (1936)                 | |
| 9   | 1952 | William F. Temple                                           | Four Sided Triangle (1949)      | |
| 10  | 1952 | Jay Franklin                                                | Rat Race (1950)                 | |
| 11  | 1952 | Wilson Tucker                                               | The City in the Sea (1951)      | |
| 12  | 1952 | Sam Merwin, Jr.                                             | The House of Many Worlds (1951) | |
| 13  | 1953 | John Taine                                                  | Seeds of Life (1953)            | |
| 14  | 1953 | Isaac Asimov                                                | Pebble in the Sky (1950)        | |
| 15  | 1953 | Leslie Mitchell                                             | Three Go Back (1932)            | |
| 16  | 1953 | James Blish                                                 | The Warriors of Day (1953)      | |
| 17  | 1953 | Lewis Padgett                                               | Well of the Worlds              | Publicada originalmente en el número de marzo de 1952 de Startling Stories                                          |
| 18  | 1953 | Edmond Hamilton                                             | City at World's End (1951)      | |
| 19  | 1953 | James Blish                                                 | Jack of Eagles (1952)           | |
| 20  | 1954 | Murray Leinster                                             | The Black Galaxy (1949)         | |
| 21  | 1954 | Jack Williamson                                             | The Humanoids (1949)            | Ampliación del relato «With Folded Hands...», publicado en el número de julio de 1947 de Astounding Science Fiction |
| 22  | 1954 | Sam Merwin, Jr.                                             | Killer To Come (1953)           | |
| 23  | 1954 | David Reed                                                  | Murder in Space                 | |
| 24  | 1955 | L. Sprague de Camp                                          | Lest Darkness Fall (1939-1941)  | |
| 25  | 1955 | Murray Leinster                                             | The Last Spaceship              | |
| 26  | 1956 | Lewis Padgett                                               | Chessboard Planet               | |
| 27  | 1956 | Malcolm Jameson                                             | Tarnished Utopia (1956)         | Publicada originalmente en el número de marzo de 1942 de Startling Stories                                          |
| 28  | 1957 | Fritz Leiber                                                | Destiny Times Three             | |
| 29  | 1957 | Ron Hubbard                                                 | Fear                            | |
| 30  | 1957 | Fletcher Pratt                                              | Double Jeopardy                 | |
| 31  | 1957 | C. L. Moore                                                 | Shambleau                       | |
| 32  | 1957 | F. L. Wallace                                               | Address: Centauri               | |
| 33  | 1958 | Hal Clement                                                 | Mission of Gravity              | |
| 34  | 1958 | Manly Wade Wellman                                          | Twice in Time                   | |
| 35  | 1958 | Frank Riley y Mark Clifton                                  | The Forever Machine             | A partir de este n.º Beacon Books introdujo su propio esquema de numeración                                         |
| 236 | 1959 | Olaf Stapledon                                              | Odd John (1936)                 | Segunda vez, ver arriba                                                                                             |
| 242 | 1959 | Raymond F. Jones                                            | The Deviates                    | |
| 256 | 1959 | George O. Smith                                             | Troubled Star                   | |
| 263 | 1959 | Laurence Janifer (como «Larry M. Harris») y Randall Garrett | Pagan Passions                  | |
| 270 | 1960 | Poul Anderson                                               | Virgin Planet                   | |
| 277 | 1960 | Philip José Farmer                                          | Flesh (1960)                    | |
| 284 | 1960 | Sam Merwin, Jr.                                             | The Sex War (1960)              | Ampliación de «The White Widows», publicado en el número de octubre de 1953 de Startling Stories                    |
| 291 | 1960 | Philip José Farmer                                          | A Woman A Day (1960)            | Ampliación de «Moth and Rust», publicado en el número de junio de 1953 de Startling Stories                         |
| 298 | 1960 | A. E. van Vogt                                              | The Mating Cry (1960)           | Revisión de The House That Stood Still, 1950                                                                        |
| 305 | 1961 | Brian Aldiss                                                | The Male Response (1961)        | |
| 312 | 1961 | Cyril Judd                                                  | Sin in Space (1952)             | Publicada originalmente como Outpost Mars                                                                           |